# Braunschweigischer Landesverein
Der Braunschweigische Landesverein wurde am 15. Dezember 1908 als „Landesverein für Heimatschutz im Herzogtum Braunschweig“ gegründet. Initiator war Herzog Johann Albrecht zu Mecklenburg; er übernahm auch das Patronat.
Vereinsziele bei der Gründung: Schutz der heimischen Pflanzen- und Tierwelt, Unterstützung der Denkmalpflege, Bewahrung und Förderung der Volkskunst, Wahrung und Förderung des Heimatsinns, Schutz und Pflege des Landschafts- und Ortsbildes, Erhaltung örtlicher Bezeichnungen, Orts-, Straßen- und Flurnamen, Erhaltung der plattdeutschen Sprache.

## Geschichte
Auslöser für die Vereinsgründung war die Veränderung der heimischen Pflanzen- und Tierwelt und der bäuerlichen Anwesen durch die Industrialisierung in der zweiten Hälfte des 19. Jahrhunderts. Damit wurde auch die damals gewachsene Kulturlandschaft durch starke Eingriffe beeinflusst.
Der 1904 in Dresden gegründete „Deutsche Bund Heimatschutz“ wollte die deutsche Heimat in ihrer natürlich und geschichtlich gewordenen Eigenart vor planlosen Veränderungen schützen. Auch im Gebiet des heutigen Niedersachsen stritten Heinrich Sohnrey, August Tecklenburg und Ernst Rudorff für den Schutz der Heimat. Daraufhin wurde 1905 der Vorläufer des Niedersächsischen Heimatbundes gegründet, der Niedersächsische Ausschuss für Heimatschutz.
In Braunschweig kam der Anstoß zur Gründung eines Vereins für Heimatschutz durch den Herzog Johann Albrecht zu Mecklenburg (1857–1920), der 1907 die Regentschaft im Herzogtum Braunschweig übernommen hatte. Er kannte die Heimatschutzbewegung aus Mecklenburg und hatte sich dort für ein Preisausschreiben für die Ausarbeitung von Entwürfen für kleinbäuerliche Gehöfte eingesetzt. Eine Übertragung dieser Entwürfe auf das Braunschweigische Land lehnte die Baudirektion ab, weil die Mecklenburger Pläne der Vereinigung von Wohn- und Wirtschaftsgebäuden unter einem Dach vorsahen, was wegen des Stalldunstes, der den Wohnraum beeinträchtigte, den braunschweigischen Bauern nicht zuzumuten war. Der Regent strebte aber dessen ungeachtet eine Heimatschutzbewegung im Braunschweigischen an, die sich in erster Linie mit der Bewahrung der traditionellen ländlichen Bauweise beschäftigen sollte. Der Schuldirektor Friedrich Koldewey aus Bad Harzburg strebte dagegen die bessere Berücksichtigung der Heimatkunde und der Heimatgeschichte in den Lehrplänen der Schulen an. Beides und noch mehr strebte der Verein schließlich an.
Bei der Gründungsversammlung war der Herzog mit Ministern anwesend. Die Vorstandswahlen ergaben: Kreisdirektor Hugo Krüger (Wolfenbüttel) als Vorsitzenden; Rittergutsbesitzer von Mackensen (Astfeld) als stellv. Vorsitzenden, Schuldirektor Friedrich Koldewey (Bad Harzburg) als Schriftführer, Bankdirektor Paul Walter (Braunschweig) als Kassenführer und die Beisitzer Ludwig Haarmann (Direktor der Baugewerkschule, Holzminden), Hausmarschall von Klencke (Braunschweig), Geheimrat Hans Pfeifer (Braunschweig), Georg Troje (Chirurg, Braunschweig), Geheimrat Paul Zimmermann (Wolfenbüttel).

## Weitere Persönlichkeiten
Vorsitzende:
- 1908–1927: Hugo Krüger
- 1927–1933: Franz Fuhse
- 1933–1942: Herbert Brakebusch
- 1942–1945: Herbert Lehmann
- 1949–1966: Gottfried Hartwieg
- 1966–1977: Walter Geffers
- 1977–1986: Josef Daum
- 1986–2006: Harald Schraepler
- 2006–2008: Britta Edelmann
- 2008–2009: Harald Schraepler
- 2009–2021: Dieter Heitefuß
- 00seit 2021: Werner Busch

Ehrenmitglieder:
- 1939: Wilhelm Börker
- 1942: Otto Meyer
- 1942: Karl Steinacker
- 1953: Otto Hahne
- 1973: Heinz Mollenhauer
- 2006: Harald Schraepler
- 2021: Dieter Heitefuß

## Gegenwart
Der Vereinszweck ist die Pflege der natürlichen und geschichtlichen Eigenart der braunschweigischen Region. Dies wird erreicht, durch die Förderung von Heimatpflege und Heimatkunde, Naturschutz und Landschaftspflege und Denkmalschutz und Denkmalpflege.

## Publikationen
Der Braunschweigische Landesverein gibt seit 1910 als Vereinszeitschrift die Braunschweigische Heimat heraus. Von Mitte 1936 bis Mitte 1938 erschien die Zeitschrift unter dem Namen „Braunschweiger Blätter“. Danach bis 1943 und von 1949 an wieder unter ihrem ursprünglichen Namen. Zusätzlich erscheinen Einzelschriften.